# Třída Hunt III
Třída Hunt III byla třetí podskupinou eskortních torpédoborců třídy Hunt, sloužících v Royal Navy z období druhé světové války. Postaveno jich bylo celkem 28 kusů. Dvanáct jich bylo za druhé světové války ztraceno či neopravitelně poškozeno. Britové poslední vyřadili v roce 1961. Jedenáct kusů bylo, za války či po ní, předáno dalším uživatelům. Používaly je Francie (1), Německo (2), Norsko (2) a Řecko (6).

## Pozadí vzniku

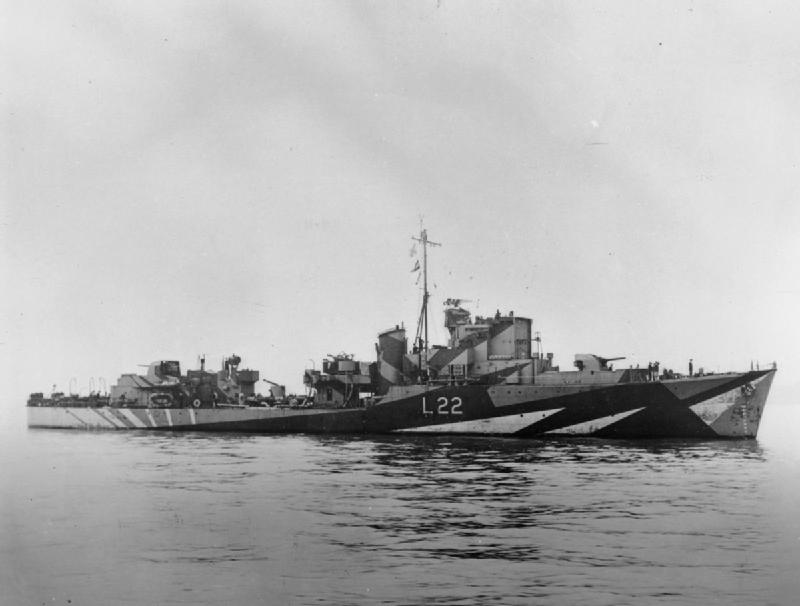
HMS Aldenham

Celkem bylo postaveno 28 jednotek této třídy, které vstupovaly do služby v letech 1941–1943.

## Konstrukce

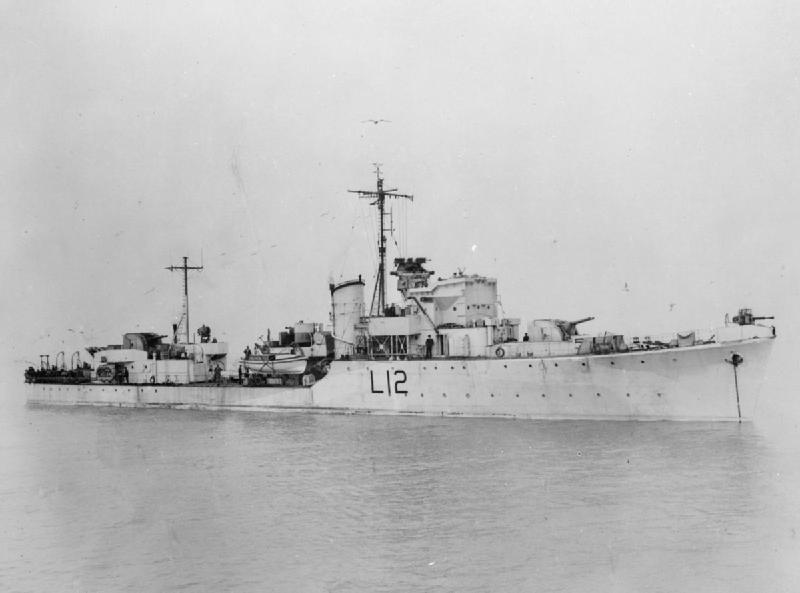
HMS Albrighton

Hlavní výzbrojí byly čtyři dvouúčelové 102mm kanóny, které doplnily čtyři 40mm kanóny a tři 20mm kanóny Oerlikon. Protiponorkovou výzbroj tvořily čtyři vrhače a dvě skluzavky pro svrhávání hlubinných pum. Lodě rovněž dostaly jeden dvojitý 533mm torpédomet. Pohonný systém tvořily dvě parní turbíny a dva kotle. Lodní šrouby byly dva. Nejvyšší rychlost dosahovala 26 uzlů.

## Operační služba

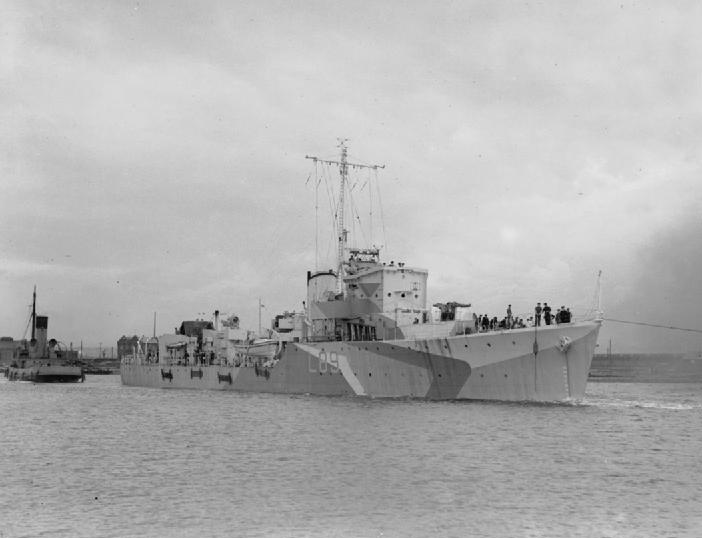
HMS Penylan

Za druhé světové války bylo ztraceno celkem 12 kusů třídy Hunt III.
- HMS Airedale (L07) 15. června 1942 těžce poškodily německé střemhlavé bombardéry. Vrak ke dnu poslaly eskortní torpédoborce HMS Aldenham a HMS Hurworth.[1]

- HMS Penylan (L89) byl, během eskorty konvoje PW257, 3. prosince 1942 potopen německým torpédovým člunem S115.[2]

- HMS Blean (L47) byl 11. prosince 1942 západně od alžírského Oranu potopen německou ponorkou U 443.[3]

- Eskdale byl 14. dubna 1943 potopen torpédem.[4]

- Adrias (ex-Border) dne 22. října 1943 loď najela na minu. Ztratila příď, ale podařilo se jí vrátit do Alexandrie. Nebyla již plně opravena.
- HMS Limbourne (L57) byl 23. října 1943 nedaleko ostrova Guernsey zasažen torpédem německé torpédovky T 22 a po neúspěšném pokusu o odvlečení, doražen torpédoborci HMS Talybont a HMS Rocket. Celá akce byla výsledkem neúspěšného pokusu o zachycení německého lamače blokády Munsterland.[5]

- HMS Rockwood (L39) dne 11. listopadu 1943 byl v Egejském moři neopravitelně poškozen německou kluzákovou pumou.[6]

- HMS Holcombe (L56) dne 12. prosince 1943 pronásledoval německou ponorku U 593, které se ho podařilo potopit akusticky naváděným torpédem Zaunkönig T-5.[7]

- HMS Goathland (L27) najel 24. července 1944 na minu a již nebyl opraven.[8]

- HMS Wensleydale (L86) byl 21. listopadu 1944 těžce poškozen při kolizi s výsadkovou lodí LST 367. Nebyl opraven.[9]

- HMS Aldenham (L22) potopila 14. prosince 1944 v Jaderském moři mina.[10]

- La Combattante (ex-Haldon) se potopil 23. února 1945. Ztráta lodě je přisuzována mině či německé miniponorce typu Seehund.

## Zahraniční uživatelé

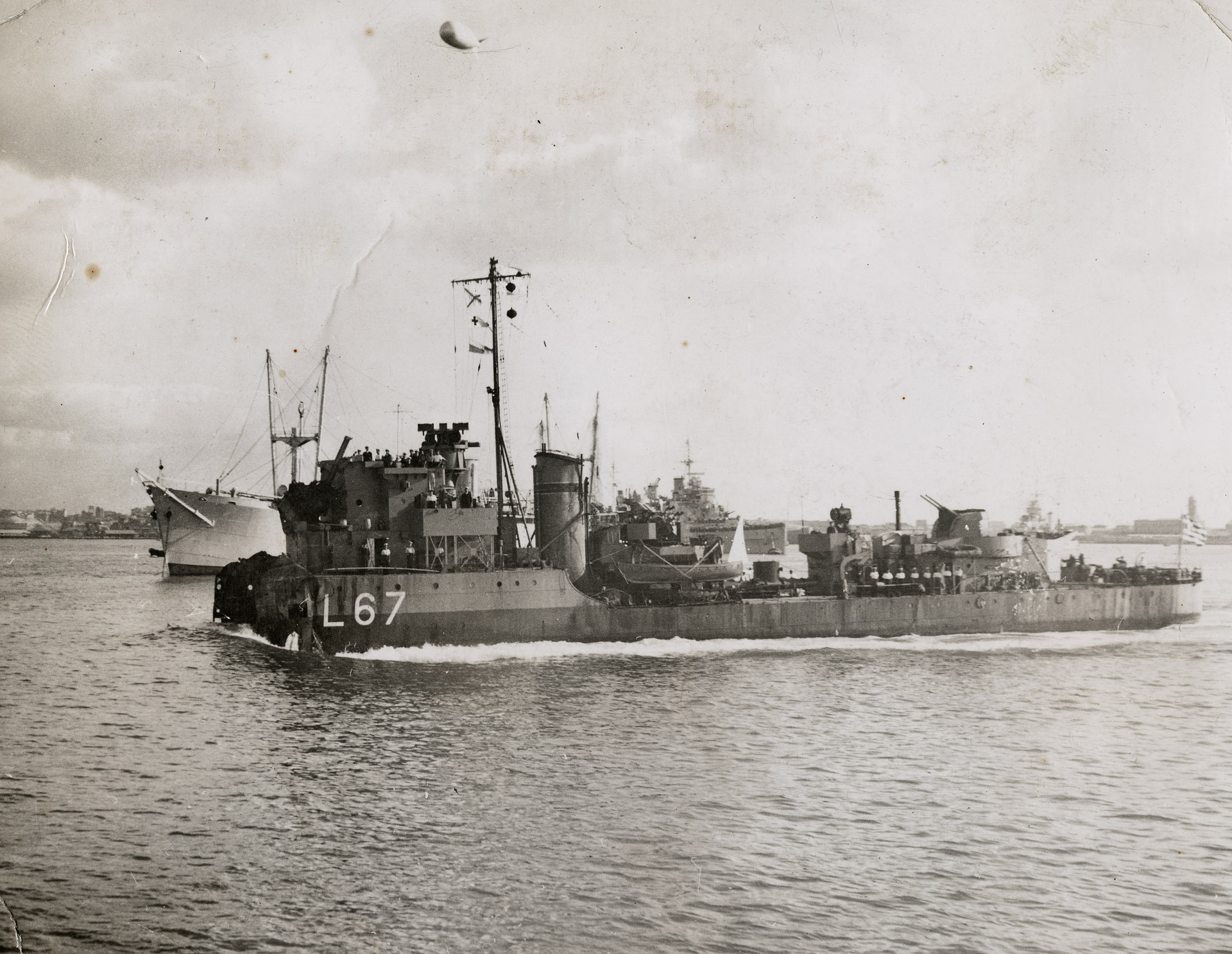
Adrias po poškození minou

- Francie – Francouzské námořnictvo získalo v roce 1942 torpédoborec HMS Haldon (L19), který provozovala do jeho ztráty roku 1945 jako La Combattante.
- Západní Německo – Německé námořnictvo získalo roku 1959 torpédoborce HMS Albrighton (L12) a HMS Eggesford (L15). Sloužily jako Raule a Brommy. Během služby byly přestavěny na protiponorkové fregaty s výzbrojí jednoho 40mm kanónu, 14 vrhačů hlubinných pum a dvou 533mm torpédometů. Vyřazeny byly v letech 1971 a 1979.[11]

- Norsko – Norské královské námořnictvo nejprve v roce 1942 získalo torpédoborce HMS Eskdale (L36), který byl ztracen v dubnu 1943. V roce 1946 získalo HMS Glaisdale (L44), sloužící jako Narvik. Norové je klasifikovali jako fregaty. Narvik vyřadili roku 1961.[12]
- Řecko – Řecké námořnictvo roku 1942 získalo torpédoborce HMS Bolebroke (L65), HMS Border (L67), HMS Hatherleigh (L53) a HMS Modbury (L91), přejmenované na Pindos (D 72), Adrias, Kanaris (D10) a Miaoulis (D59). Adrias byl za války neopravitelně poškozen. V roce 1946 získalo ještě torpédoborce HMS Tanatside a HMS Catterick, které provozovalo jako Hastings (D15) a Adrias (D02). Řecko je klasifikovalo jako fregaty. Vyřadilo je do roku 1963.[13]